# Naturværkstedet Streyf
Naturværkstedet Streyf er et naturværksted ejet af Københavns Kommune og beliggende ved Utterslev Mose. Streyf benyttes af kommunens naturvejledere og lånes også ud til skoler og institutioner.

## Eksternt link
- http://www.vejpark2.kk.dk/groen/naturvejledning/naturvaerksted/index.htm Arkiveret 1. april 2008 hos  Wayback Machine

|  | Denne artikel om en bygning eller et bygningsværk kan blive bedre, hvis der indsættes et (bedre) billede. Du kan hjælpe ved at afsøge Wikimedia Commons for et passende billede eller lægge et op på Wikimedia Commons med en af de tilladte licenser og indsætte det i artiklen. |

55°43′6.34″N 12°31′28.91″Ø / 55.7184278°N 12.5246972°Ø